# Estaleiro EBIN
Estaleiro EBIN é um estaleiro brasileiro, localizado na cidade do Rio de Janeiro.
Em 2004 foi adquirido pelo grupo empresarial Fischer e foi renomeado como Estaleiro Aliança 